# 180 Graus
180 Graus, ou somente 180°, é um filme de drama brasileiro de 2011 dirigido por Eduardo Vaisman a partir de um roteiro de Cláudia Mattos. É protagonizado por Malu Galli, Eduardo Moscovis, Felipe Abib e Luisa Friese.

## Sinopse
Os jornalistas Anna (Malu Galli) e Russell (Eduardo Moscovis) vivem juntos e trabalham numa redação, onde Bernardo (Felipe Abib) começou a trabalhar recentemente. Russel abandona a carreira de jornalista quando se separa de Anna e resolve continuar com o negócio de seu pai em uma plantação de laranjas, ao passo que sua ex-companheira decide abrir uma editora. Um certo dia Bernardo encontra uma caderneta com anotações que o inspira escrever um livro que será publicado pela nova editora de Anna. O livro se torna um sucesso e Bernardo vira uma estrela da literatura. Só que, repentinamente, ele começa a receber ameaças do dono da caderneta.

## Elenco
- Malu Galli como Anna.
- Eduardo Moscovis como Russel.
- Felipe Abib como Bernardo.

## Produção
Este é o primeiro filme de longa-metragem dirigido por Eduardo Vaisman.

## Lançamento
O filme estreou no Festival de Gramado de 2010, onde ganhou o prêmio de melhor filme pelo júri popular. Em 8 de maio de 2011, estreou na França sendo exibido no Paris Brazilian Film Festival[carece de fontes?] e ainda nesse ano esteve no Miami Brazilian Film Festival. Foi lançado no Brasil a partir de 6 de setembro de 2011 com distribuição pela Pandora Filmes.

## Recepção

### Resposta dos críticos
O filme foi recebido com críticas mornas. Robledo Milani, em sua crítica ao site Papo de Cinema, elogiou o primeiro trabalho na direção de um longa-metragem de Eduardo Vaisman, entratanto fez críticas ao desempenho dos atores, o qual ele classificou como "sem inspiração", além da edição equivocada e da trilha sonora cansativa. Ele escreveu: "[...] se percebe [um desequilíbrio] entre o trio principal de atores: se Eduardo Moscovis é o nome mais conhecido, é também a interpretação menos inspirada; Malu Galli, que já esteve melhor em filmes como Achados e Perdidos (2007) e O Contador de Histórias (2009), passa a impressão de não ter compreendido plenamente sua personagem; já Felipe Abib, o mais desconhecido dos três, é também a presença mais interessante, carismático na medida certa e maduro o suficiente para que acreditemos nele, apesar de sua pouca idade."

### Prêmios e indicações
| Ano  | Associações                         | Cateogoria                   | Recipiente(s)   | Resultado |
| ---- | ----------------------------------- | ---------------------------- | --------------- | --------- |
| 2010 | Festival de Cinema de Gramado       | Melhor Filme do Júri Popular | 180°            | Venceu    |
| 2011 | Miami Brazilian Film Festival       | Melhor Direção               | Eduardo Vaisman | Venceu    |
| 2011 | Miami Brazilian Film Festival       | Melhor Roteiro               | Cláudia Mattos  | Venceu    |
| 2012 | Prêmio Guarani de Cinema Brasileiro | Melhor Atriz                 | Malu Galli      | Indicado  |
| 2012 | Prêmio Guarani de Cinema Brasileiro | Melhor Revelação             | Felipe Abib     | Indicado  |
| 2012 | Prêmio ACIE de Cinema               | Melhor Roteiro               | Cláudia Mattos  | Venceu    |

[carece de fontes?]